# Maxim Borissowitsch Pitschugin
Maxim Borissowitsch Pitschugin (russisch Максим Борисович Пичугин; * 30. Oktober 1974 in Nowokusnezk) ist ein ehemaliger russischer Skilangläufer.

## Werdegang
Pitschugin startete international erstmals bei den Nordischen Junioren-Skiweltmeisterschaften 1994 in Breitenwang, wo er Zehnter über 30 km Freistil und Siebter über 10 km klassisch wurde. Sein erstes von insgesamt 27 Weltcupeinzelrennen lief er im Dezember 1994 in Tauplitzalm, das er auf dem 60. Platz über 15 km klassisch beendete. Im selben Monat holte er in Sappada mit dem 27. Platz über 15 km Freistil seine ersten Weltcuppunkte. In der Saison 1996/97 errang er mit zwei Platzierungen in den Punkterängen, den 48. Platz im Gesamtweltcup sein bestes Gesamtergebnis. Dabei erreichte er bei den Weltmeisterschaften 1997 in Trondheim mit dem 13. Platz über 30 km Freistil sein bestes Einzelergebnis im Weltcup. Zudem kam er dort auf den 41. Platz über 50 km klassisch und auf den 13. Rang über 30 km Freistil. Im Dezember 1997 siegte er beim Weltcup in Santa Caterina Valfurva mit der Staffel. Bei den Olympischen Winterspielen 1998 in Nagano belegte er den 39. Platz über 30 km klassisch und den 37. Rang über 50 km Freistil. Sein letztes Weltcuprennen absolvierte er im Januar 2000 in Moskau, das er auf dem 42. Platz über 30 km Freistil beendete.

## Teilnahmen an Weltmeisterschaften und Olympischen Winterspielen

### Olympische Spiele
- 1998 Nagano: 37. Platz 50 km Freistil, 39. Platz 30 km klassisch

### Nordische Skiweltmeisterschaften
- 1997 Trondheim: 4. Platz Staffel, 13. Platz 30 km Freistil, 41. Platz 50 km klassisch

## Platzierungen im Weltcup

### Weltcup-Statistik
Die Tabelle zeigt die erreichten Platzierungen im Einzelnen.
- 1.–3. Platz: Anzahl der Podiumsplatzierungen
- Top 10: Anzahl der Platzierungen unter den ersten zehn
- Punkteränge: Anzahl der Platzierungen innerhalb der Punkteränge
- Starts: Anzahl gelaufener Rennen in der jeweiligen Disziplin
- Hinweis: Bei den Distanzrennen erfolgt die Einordnung gemäß FIS.

| Platzierung         | Distanzrennen a | Distanzrennen a | Distanzrennen a | Distanzrennen a | Distanzrennen a | Skiathlon Verfolgung | Sprint | Etappen- rennen b | Gesamt | Team c | Team c  |
| Platzierung         | ≤ 5 km          | ≤ 10 km         | ≤ 15 km         | ≤ 30 km         | > 30 km         | Skiathlon Verfolgung | Sprint | Etappen- rennen b | Gesamt | Sprint | Staffel |
| ------------------- | --------------- | --------------- | --------------- | --------------- | --------------- | -------------------- | ------ | ----------------- | ------ | ------ | ------- |
| 1. Platz            |                 |                 |                 |                 |                 |                      |        |                   |        |        | 1       |
| 2. Platz            |                 |                 |                 |                 |                 |                      |        |                   |        |        |         |
| 3. Platz            |                 |                 |                 |                 |                 |                      |        |                   |        |        |         |
| Top 10              |                 |                 |                 |                 |                 |                      |        |                   |        |        | 7       |
| Punkteränge         |                 | 1               | 1               | 1               | 2               |                      |        |                   | 5      | 1      | 8       |
| Starts              |                 | 7               | 7               | 8               | 3               | 1                    | 1      |                   | 27     | 1      | 8       |
| Stand: Karriereende |                 |                 |                 |                 |                 |                      |        |                   |        |        |         |

### Weltcup-Gesamtplatzierungen
| Saison  | Platz | Punkte |
| ------- | ----- | ------ |
| 1994/95 | 82.   | 4      |
| 1995/96 | 82.   | 3      |
| 1996/97 | 48.   | 36     |
| 1997/98 | 69.   | 13     |